# Theo van de Sande
Theo van de Sande (Tilburg, 10 mei 1947) is een Nederlandse cameraman en filmproducent.

## Loopbaan
Van de Sande studeerde in 1970 af aan de Filmacademie te Amsterdam.
Sinds 1972 is hij actief als cameraman en heeft verschillende films, documentaires en televisieseries gedraaid. Van de Sande begon als camera-assistent bij Frans Bromet en Jan de Bont. Bij de opnames van Dakota in 1974 stapte Jan de Bont op en nam Van de Sande zijn werk over. Zijn eerste zelfstandige film was Vaarwel in datzelfde jaar. De doorbraak kwam met Het meisje met het rode haar, geregisseerd door Ben Verbong, waarbij Van de Sande zorgde voor het visuele contrast tussen de ontkleurde film en het rode haar van Renée Soutendijk.
In 1982 en 1987 ontving hij een Gouden Kalf voor beste camerawerk. In 1987 ontving De aanslag een Oscar voor Beste niet-Engelstalige film. Van de Sande woont sinds 1987 in Los Angeles.

## Filmografie (selectie)

### Cameraman
- 1974: Dakota
- 1974: Vaarwel
- 1976: Oronoque (regie Aat den Ouden)
- 1981: Het meisje met het rode haar
- 1982: Van de koele meren des doods
- 1983: De illusionist
- 1984: Schatjes!
- 1985: Het bittere kruid
- 1985: De aanslag
- 1987: Zoeken naar Eileen
- 1992: Wayne's World
- 1997: Volcano
- 1998: Blade
- 1999: Cruel Intentions
- 2003: Out of Time

### Filmproducent
- 2005: Cowboy del Amor
- 2007: Steel a Pencil for Me

### Hoofd cinematografie
- 2011: Just Go with It